# Comuna Bileikî, Kozeleț
Bileikî (în ucraineană Білейки) este o comună în raionul Kozeleț, regiunea Cernihiv, Ucraina, formată din satele Bileikî (reședința), Krîvețke, Novîkî, Openkî, Șamî și Tarasiv.

## Demografie
Componența lingvistică a comunei Bileikî
     Ucraineană (97,16%)
     Rusă (2,51%)
     Alte limbi (0,33%)
Conform recensământului din 2001, majoritatea populației comunei Bileikî era vorbitoare de ucraineană (97,16%), existând în minoritate și vorbitori de rusă (2,51%).